# Anita Blake
Anita Blake Laurell K. Hamilton Anita Blake, vámpírvadász című regénysorozatának főhősnője. A sorozat egy olyan párhuzamos fantasy világban zajlik, ahol léteznek vámpírok, alakváltók, vérfarkasok, tündérek.
Anita halottkeltő St. Louisban. Munkája során természetfeletti képességeit használja a halottak ideiglenes életre keltésére, különböző jogi- és magánügyek elintézésére. Bejegyzett vámpírhóhér három államban, és idővel szövetségi rendőrbíróvá nevezik ki. Ez a szakma az olyan vámpírok felkutatásával és megölésével jár, akik embert öltek. A rendőrségnél is dolgozik független szakértőként, mint a Regionális Természetfeletti Esetek Kirendeltségének (RETEK) természetfölötti specialistája. Az ő feladatuk az olyan bűncselekmények kivizsgálása, ahol mágiát használtak, vagy az elkövetők vámpírok, likantrópok - azaz alakváltók - (pl.: vérfarkasok, vagy vérleopárdok) és más természetfeletti lények.
Apja német családból származik, anyja mexikói volt. Anita nekromanta, aki fel tudja éleszteni és uralni a zombikat, valamint hatalma van a holtak minden fajtája felett. Szakmájában magasan képzett, valamint gyakorlott dzsúdós és kempós. Sokféle fegyvert tud használni, de a pisztollyal a leghatékonyabb. Hívő keresztény, ami gyakran morális dilemmák elé állítja. Jelenleg az episzkopális egyházhoz tartozik, miután a katolikus egyház kiátkozta a halottkeltőket.

## A sorozat eddig megjelent kötetei
| #  | Eredeti kiadás | Eredeti kiadás       | Magyar kiadás | Magyar kiadás               | Magyar kiadás      |
| #  | Év             | Cím                  | Év            | Cím                         | ISBN               |
| -- | -------------- | -------------------- | ------------- | --------------------------- | ------------------ |
| 1  | 1993           | Guilty Pleasures     | 2003          | Bűnös Vágyak                | ISBN 9789637118678 |
| 2  | 1994           | The Laughing Corpse  | 2003          | A Nevető Holttest           | ISBN 9789637118203 |
| 3  | 1995           | Circus of the Damned | 2004          | A Kárhozottak Cirkusza      | ISBN 9789637118685 |
| 4  | 1996           | The Lunatic Cafe     | 2004          | Telihold Kávézó             | ISBN 9789637118890 |
| 5  | 1996           | Bloody Bones         | 2004          | Véres Csontok               | ISBN 9789637118913 |
| 6  | 1997           | The Killing Dance    | 2005          | Gyilkos Tánc                | ISBN 9786155049026 |
| 7  | 1998           | Burnt Offerings      | 2005          | Égő Áldozatok               | ISBN 9789637118173 |
| 8  | 1998           | Blue Moon            | 2005          | Sápadt Hold                 | ISBN 9789637118227 |
| 9  | 2000           | Obsidian Butterfly   | 2006          | Obszidián Pillangó          | ISBN 9789637118357 |
| 10 | 2001           | Narcissus in Chains  | 2006          | Leláncolt Nárcisszusz I-II. | ISBN 9789639868755 |
| 11 | 2003           | Cerulean Sins        | 2007          | Égkék Bűnök                 | ISBN 9789637118722 |
| 12 | 2004           | Incubus Dreams       | 2007          | Lidérces Álmok I-II.        | ISBN 9789637118869 |
| 13 | 2006           | Micah                | 2012          | Micah                       | ISBN 9786155272035 |
| 14 | 2006           | Danse Macabre        | 2008          | Haláltánc                   | ISBN 9789639868090 |
| 15 | 2007           | The Harlequin        | 2009          | A Harlekin                  | ISBN 9789639868427 |
| 16 | 2008           | Blood Noir           | 2010          | Fekete Vér                  | ISBN 9789639868823 |
| 17 | 2009           | Skin Trade           | 2011          | Fogat fogért                | ISBN 9786155049385 |
| 18 | 2010           | Flirt                | 2012          | Végzetes flört              | ISBN 9786155049781 |
| 19 | 2010           | Bullet               | 2013          | Ezüstgolyó                  | ISBN 9786155272226 |
| 20 | 2011           | Hit List             | 2014          | Tigrisvadászat              | ISBN 9786155468117 |
| 21 | 2012           | Kiss the Dead        | 2015          | Halálcsók                   | ISBN 9786155522352 |
| 22 | 2013           | Affliction           | 2015          | Ragály                      | ISBN 9786155522857 |
| 23 | 2014           | Jason                | 2016          | Jason                       | ISBN 9789634190530 |
| 24 | 2015           | Dead ice             | 2016          | Fagyos Halál                | ISBN 9789634191933 |
| 25 | 2016           | Crimson Death        | 2017          | Vérvörös Végzet I-II.       | ISBN 9789634192992 |
| 26 | 2018           | Serpentine           | 2019          | Elátkozott Kígyók           | ISBN 9789634196167 |
| 27 | 2020           | Sucker Punch         | 2021          | Övön alul                   | ISBN 9789634198826 |
| 28 | 2021           | Rafael               | 2022          | Rafael                      | ISBN 9789635980123 |
| 29 | 2023           | Smolder              | 2023          | Izzás                       |                    |

## Magyarul
- Bűnös vágyak; ford. Jellinek Gyöngyvér; Agave Könyvek, Bp., 2003 (Anita Blake, vámpírvadász)
- A nevető holttest; ford. Jellinek Gyöngyvér, Vácziné Arnold Éva; Agave Könyvek, Bp., 2003 (Anita Blake, vámpírvadász)
- A kárhozottak cirkusza; ford. Jellinek Gyöngyvér; Agave Könyvek, Bp., 2004 (Anita Blake, vámpírvadász)
- Telihold Kávézó; ford. Kós Krisztina; Agave Könyvek, Bp., 2004 (Anita Blake, vámpírvadász)
- Véres csontok; ford. Jellinek Gyöngyvér; Agave Könyvek, Bp., 2004 (Anita Blake, vámpírvadász)
- Gyilkos tánc; ford. Jellinek Gyöngyvér; Agave Könyvek, Bp., 2005 (Anita Blake, vámpírvadász)
- Égő áldozatok; ford. Gálla Nóra; Agave Könyvek, Bp., 2005 (Anita Blake, vámpírvadász)
- Sápadt Hold; ford. Gálla Nóra; Agave Könyvek, Bp., 2005 (Anita Blake, vámpírvadász)
- Obszidián pillangó; ford. Gálla Nóra; Agave Könyvek, Bp., 2006 (Anita Blake, vámpírvadász)
- Leláncolt Nárcisszusz; ford. Török Krisztina; Agave Könyvek, Bp., 2006 (Anita Blake, vámpírvadász)
- Égkék bűnök; ford. Török Krisztina; Agave Könyvek, Bp., 2007 (Anita Blake, vámpírvadász)
- Lidérces álmok; ford. Török Krisztina; Agave Könyvek, Bp., 2007 (Anita Blake, vámpírvadász)
- Haláltánc; ford. Török Krisztina; Agave Könyvek, Bp., 2008 (Anita Blake, vámpírvadász)
- A harlekin; ford. Török Krisztina; Agave Könyvek, Bp., 2009 (Anita Blake, vámpírvadász)
- Fekete vér; ford. Török Krisztina; Agave Könyvek, Bp., 2010 (Anita Blake, vámpírvadász)
- Fogat fogért; ford. Török Krisztina; Agave Könyvek, Bp., 2011 (Anita Blake, vámpírvadász)
- Végzetes flört; ford. Török Krisztina; Agave Könyvek, Bp., 2012 (Anita Blake, vámpírvadász)
- Micah; ford. Török Krisztina; Agave Könyvek, Bp., 2012 (Anita Blake, vámpírvadász)
- Ezüstgolyó; ford. Török Krisztina; Agave Könyvek, Bp., 2013 (Anita Blake, vámpírvadász)
- Tigrisvadászat; ford. Török Krisztina; Agave Könyvek, Bp., 2014 (Anita Blake, vámpírvadász)
- Halálcsók; ford. Török Krisztina; Agave Könyvek, Bp., 2015 (Anita Blake, vámpírvadász)
- Ragály / Tánc; ford. Török Krisztina; Agave Könyvek, Bp., 2015 (Anita Blake, vámpírvadász)
- Jason; ford. Török Krisztina; Agave Könyvek, Bp., 2016 (Anita Blake, vámpírvadász)
- Fagyos halál; ford. Török Krisztina; Agave Könyvek, Bp., 2016
- Vérvörös végzet; ford. Török Krisztina; Agave Könyvek, Bp., 2017 (Anita Blake, vámpírvadász)
- Elátkozott kígyók; ford. Török Krisztina; Agave Könyvek, Bp., 2019 (Anita Blake, vámpírvadász)
- Övön alul; ford. Török Krisztina; Agave Könyvek, Bp., 2021 (Anita Blake, vámpírvadász)
- Rafael; ford. Török Krisztina; Agave Könyvek, Bp., 2022 (Anita Blake, vámpírvadász)
- Izzás; ford. Török Krisztina; Agave Könyvek, Bp., 2023 (Anita Blake, vámpírvadász)